# Hold You Down
«Hold You Down» — песня американской певицы и актрисы Дженнифер Лопес для её четвёртого студийного альбома Rebirth (2005), записанная при участии рэпера Fat Joe. Авторы песни — Грегори «Nyce Boy» Кристофер, Грегори Бруно, Макеба Райдик, Джозеф Картахена, Кори Руни, Ларри Трутман и Билл Бик. Продюсеры — Кристофер, Бруно и Руни.
Композиция является второй по счёту совместной работой Дженнифер Лопес и Fat Joe. Первой является сингл «Feelin' So Good», выпущенный в 1999 году, в записи которого также принимал участие Big Pun. В 2014 году Лопес и Fat Joe выпустили совместный сингл под названием «Stressin'».

## История выхода
После успеха композиции «Get Right», первого сингла с пластинки Rebirth, было принято решение выпустить в качестве второго сингла песню «Hold You Down», которую критики и поклонники высоко оценили. Композиция также вошла в альбом Fat Joe All or Nothing (2005). Совместный ремикс с Доном Омаром вошёл в его сборник песен Da Hitman Presents Reggaetón Latino.

## Отзывы критиков
Майк Шиллер из PopMatters назвал композицию «неудачным и практически незаметным дуэтом с Fat Joe». По мнению рецензента Entertainment Weekly Дэвида Брауни, «участие Fat Joe в этой песни отодвигает Лопес на второй план».

## Список композиций
| - Австралийский CD-макси-сингл 1. Hold You Down (совместно с Fat Joe) (Radio Edit) — 3:55 2. Hold You Down (совместно с Fat Joe) Cory Rooney Spring Mix) — 4:51 3. Hold You Down (совместно с Don Omar) (The Eliel Mix) — 4:02 4. Hold You Down (совместно с Don Omar) (SPK and DJ Lobo Remix) — 3:59 - Европейский CD-сингл 1. Hold You Down (Radio Edit) — 3:55 2. Hold You Down (Cory Rooney Spring Clean Mix) — 4:51 - Европейский CD-макси-сингл 1. Hold You Down (Album Version) — 4:36 2. Hold You Down (The Eliel Mix) — 4:02 3. Hold You Down (SPK and DJ Lobo Remix) — 3:59 4. Get Right (совместно с Fabolous) (Hip Hop Remix) — 3:47 5. Hold You Down (Видеоклип) | - Винил (Европа) 1. Hold You Down (Cory Rooney Spring Clean Edit Mix) — 4:22 2. Hold You Down (Cory Rooney Spring Instrumental Mix) — 4:51 3. Hold You Down (Album Version) — 4:36 4. Hold You Down (The Eliel Mix) — 4:02 5. Hold You Down (SPK and DJ Lobo Remix) — 3:59 6. Hold You Down (The Eliel Instrumental Mix) — 4:02 - Винил (США) 1. Hold You Down (Album Version) — 4:36 2. Hold You Down (Instrumental) — 4:36 - 12" винил (ремиксы) 1. Hold You Down (Cory Rooney Spring Edit Mix) — 4:22 2. Hold You Down (Cory Rooney Spring Instrumental Mix) — 4:51 3. Hold You Down (SPK and DJ Lobo Remix) — 3:59 4. Hold You Down (The Eliel Mix) — 4:02 |

## Чарты
| Чарт (2005)                                 | Наивысшая позиция |
| ------------------------------------------- | ----------------- |
| Австралия (ARIA)                            | 17                |
| Бельгия/Фландрия (Ultratop 50)              | 44                |
| Бельгия/Фландрия (Ultratop Dance)           | 7                 |
| Бельгия/Валлония (Ultratop 50)              | 2                 |
| Бельгия/Валлония (Ultratop Dance)           | 7                 |
| Европа (Billboard European Hot 100 Singles) | 24                |
| Германия (GfK)                              | 44                |
| Ирландия (IRMA)                             | 15                |
| Italy (FIMI)                                | 22                |
| Нидерланды (Single Top 100)                 | 26                |
| Новая Зеландия (Recorded Music NZ)          | 14                |
| Испания (PROMUSICAE)                        | 12                |
| Швейцария (Schweizer Hitparade)             | 44                |
| Великобритания (OCC UK Singles)             | 6                 |
| США (Billboard Hot 100)                     | 64                |
| США (Billboard Pop Airplay)                 | 27                |
| США (Billboard Pop Airplay) · Spring Mix    | 39                |
| США (Billboard Rhythmic)                    | 34                |
| США (Billboard Tropical Airplay)            | 20                |

| Чарт (2005)      | Позиция |
| ---------------- | ------- |
| Italy (FIMI)     | 98      |
| UK Singles Chart | 120     |